# Вахтанг Капанадзе
Капанадзе Вахтанг (груз. ვახტანგ კაპანაძე; нар. 17.08.1960) — грузинський генерал, начальник Генерального Штабу Грузії (2004—2005, з 22.11.2013 по 22.11.2016).

## Життєпис
Закінчив факультет географії та геології Тбіліського державного університету (1983). На військовій службі з 1990 року. Брав участь у громадянських війнах початку 1990-х років. До призначення начальником Генерального штабу у серпні 2004 року командував батальйоном миротворців у Південній Осетії. Був знятий з посади у лютому 2005 року, призначений військовим радником Президента Саакашвілі, був спеціальним представником МЗС Грузії у Польщі (2007—2008). Заступник начальника контррозвідки Грузії (2008-жовтень 2012). Потім був заступником командуючого Об'єднаним штабом збройних сил Грузії. З 22 листопада 2013 року — начальник Генерального штабу.
Військову підготовку проходив в George C. Marshall European Center for Security Studies, Національній Академії Збройних Сил України та U.S. Army War College.
Генерал — майор (2013).